# Butrinto
Butrinto o Butroto (albanés Butrint o Butrinti, griego Βουθρωτόν, latín Buthrotum, italiano Butrinto) fue una antigua ciudad situada en el sur de Albania, cerca de la ciudad de Sarandë y de la turística isla griega de Corfú.
Habitada desde tiempos prehistóricos, Butrinto ha sido una colonia griega, una ciudad romana y un obispado. Tras un periodo de prosperidad bajo administración bizantina y una breve ocupación por los venecianos, la ciudad fue abandonada al final de la Edad Media después de que el área en el que se ubicaba la ciudad se volviese pantanosa e insalubre debido a la malaria. El actual sitio arqueológico recoge ruinas que abarcan todo ese extenso periodo histórico. Desde que fuera redescubierta en 1928 se ha excavado y desenterrado aproximadamente una quinta parte de la ciudad.
A pesar del mucho trabajo que queda por realizar en el sitio, Butrinto se considera ya como uno de los conjuntos monumentales y arqueológicos más importantes de Albania y pasa por ser uno de los reclamos turísticos más importantes del país. Fue declarado Patrimonio de la Humanidad por la Unesco en 1992.
El entorno del sitio arqueológico está declarado como parque natural de Butrinto por su riqueza ecológica y cultural. En 1999 el territorio del parque fue incluido también como Patrimonio de la Humanidad como una extensión del sitio original.
|  |

## Ubicación

Mapa topográfico del sur de Albania y alrededores.

La ciudad se encuentra ubicada en la costa meridional albanesa, en una península entre una laguna (Lago de Butrinto) y el Mar Jónico, frente a la isla de Corfú. La ciudad albanesa más cercana es Sarandë.
Turismo
Butrinto es fácilmente accesible desde la vecina isla griega de Corfú, que posee una larga tradición turística. En los últimos años se ha vuelto habitual la realización de excursiones de un día entre Corfú y Butrinto. El viaje se puede realizar en hydrofoil (30 minutos) o ferry (90 minutos), que une Corfú con la ciudad albanesa de Sarandë. Butrinto es también accesible desde Sarandë a través de la carretera construida en 1959. Existe una línea regular de autobuses que une el puerto de Sarandë con Butrinto.  En 2005 se calcula que visitaron Butrinto unos 55 000 turistas.

## Origen mitológico
Según la Eneida de Virgilio Butrinto fue una ciudad fundada por el príncipe troyano Héleno, hijo del rey Príamo, hermano de Paris y Héctor y hermano gemelo de Casandra. Heleno habría huido de la Guerra de Troya hacia el oeste, habiéndose instalado en la región de Epiro y fundando Butrinto.
Siguiendo el relato de Virgilio, el héroe troyano Eneas, huyendo de la destrucción de Troya, buscó refugio en Butrinto donde se encontró con su compatriota Héleno, que casado con Andrómaca reinaba sobre el Epiro. Eneas abandonaría posteriormente Butrinto y proseguiría su viaje, encontrando finalmente asilo en la región italiana del Lacio, donde sus descendientes fundarían la ciudad de Roma. El historiador Dionisio de Halicarnaso dio también cuenta de la visita del héroe troyano a la ciudad de Butrinto tras su huida de la devastada Troya.
Otra versión de la leyenda atribuye a Eneas la fundación de la ciudad. Eneas se detuvo en su camino, cerca de Corfú y decidió hacer una ofrenda a los dioses para agradecerles su exitosa huida de Troya. Trató de sacrificar un toro, pero tras lancearlo este saltó al mar, atravesó una laguna nadando y murió al otro lado de la orilla. Esto fue entendido como un signo de los dioses para que fuera fundada una ciudad en el lugar. La ciudad allí fundada recibió el nombre de Butrinto, que significaría algo así como el toro herido.

## Historia
Las primeras evidencias arqueológicas de ocupación sedentaria del solar de Butrinto se remontan a una época entre los siglos siglo VIII a. C. y siglo X a. C. Butrinto nació como una población ligada a la vecina colonia griega de Corcyra (Corfú), fundada hacia la misma época en la isla situada frente a ella. Los restos arqueológicos más antiguos de la ciudad se remontan al siglo VIII a. C.
En su origen Butrinto sería un asentamiento rural dedicado al abastecimiento de comida a Corfú. Desde el siglo VI a. C. Butrinto posee una fortificación y para el siglo IV a. C. ha crecido en importancia, posee un teatro, un santuario dedicado a Esculapio y un ágora.
La población original de Butrinto estaba formada por epirotas. Existe cierta controversia sobre si originalmente los epirotas eran un pueblo de estirpe iliria (posiblemente emparentados con los modernos albaneses) o si eran un pueblo relacionado con los griegos. Esta controversia es alimentada en el presente por las disputas nacionales entre albaneses y griegos, ya que la antigua región del Epiro está actualmente dividida entre estas dos naciones. En cualquier caso, por su cercanía a Grecia y por la instalación de colonias griegas en la región (como en el caso de Corfú), con el paso de los siglos el Epiro fue asimilado culturalmente de forma parcial por Grecia, tal y como ocurrió con Macedonia. Butrinto no fue ajeno a este proceso y podría considerársele una ciudad greco-epirota, culturalmente mestiza.
En el siglo IV a. C. Butrinto era la principal ciudad en el territorio de la tribu de los caones, una de las tres grandes tribus en las que se dividían los epirotas en la antigüedad. Por aquel entonces era la ciudad líder de dicha confederación tribal. Posteriormente formó parte del Reino de Epiro y durante el reinado de Alejandro de Epiro (350-331 a. C.), quien estableció su capital en Butrinto.
Tras declinar el reino epirota, en el año 228 a. C. Butrinto se convirtió en protectorado romano, junto con la vecina isla de Corfú. El dominio romano aumentó a partir del 167 a. C. cuando la ciudad fue anexionada definitivamente a Roma. Durante el siglo siguiente Butrinto pasó a formar parte de la provincia romana de Ilírico. En el año 49 a. C. Julio César visitó la ciudad durante su campaña contra Pompeyo y posteriormente la designó como colonia para los soldados veteranos que vencerían a los pompeyanos en la Batalla de Farsalia. El escritor romano Tito Pomponio Ático se había construido una exquisita villa llamada Villa Amaltea en las cercanías de Butrinto. Gracias a la intercesión de Tito Pomponio frente a su amigo Cicerón, este logró frenar en el Senado los planes de Julio César de convertir Butrinto en una colonia militar. Finalmente se establecieron en la ciudad solo unos pocos veteranos.
En el año 31 a. C., el emperador Octavio Augusto restableció el viejo plan de Julio César para convertir Butrinto en una colonia de veteranos. Llegaron a la ciudad nuevos residentes, en su mayoría veteranos de la Batalla de Actium en la que Octavio Augusto había vencido a sus rivales Marco Antonio y Cleopatra. La ciudad se expandió y surgieron nuevas construcciones como un acueducto, baños romanos, un foro y un ninfeo. Las murallas de la Butrinto clásica cercaban una superficie de 16 hectáreas.
En el siglo III, un terremoto destruyó gran parte de ciudad, arrasando los edificios de los suburbios en la llanura de Vrina y los del foro del centro de la ciudad. Excavaciones han revelado que la ciudad ya estaba por aquel entonces en decadencia y se estaba convirtiendo en un centro manufacturero. Sin embargo, el asentamiento sobrevivió durante la Antigüedad Tardía, convirtiéndose en uno de los puertos principales de la provincia del Antiguo Epiro. La ciudad de la antigüedad tardía incluye el gran Palacio de Triconch, la casa de un notable local que fue construida hacia el 425.
La división del Imperio dejó a Butrinto en el Imperio romano de Oriente. A comienzos del siglo VI, Butrinto vivió una nueva edad de oro al convertirse en sede episcopal. Se realizaron nuevas construcciones, como un gran baptisterio, uno de los mayores baptisterios paleocristianos y una basílica. El emperador Justiniano reforzó las murallas de la ciudad. Eso no evitó, sin embargo, que en el año 550 los ostrogodos del rey Totila saquearan la ciudad. Las excavaciones arqueológicas muestran que la ciudad importaba bienes de lujo, vino y aceite del Mediterráneo Oriental; y que este comercio continuó hasta los primeros años del siglo VII, cuando el Imperio bizantino perdió el control sobre la zona.
Durante los siglos VI y VII, siguiendo un patrón común a otras ciudades de los Balcanes, Butrinto disminuyó de tamaño y se convirtió en poco más que un pequeño puesto fortificado. Las incursiones de tribus eslavas y búlgaras en los siglos siguientes dejaron la ciudad momentáneamente bajo su poder. En el siglo IX, el Imperio bizantino recuperó el control de Butrinto. Los normandos del sur de Italia trataron repetidamente de hacerse con el control de la ciudadela a lo largo del siglo XI. En 1204 el Imperio Bizantino sucumbió ante la Cuarta Cruzada y Butrinto pasó a ser controlado por uno de los estados sucesores, el Despotado de Epiro.
En los siglos siguientes fue motivo de disputas entre bizantinos, los angevinos del Sur de Italia y los venecianos, cambiando la ciudad de manos en numerosas ocasiones. En el año 1267 Carlos de Anjou tomó control sobre Butrinto y Corfú renovando las murallas y la basílica. La República de Venecia compró la zona a los angevinos en 1386, sin embargo los venecianos estaban más interesados en Corfú, de tal manera que Butrinto fue dejada de lado y siguió su decadencia que pasó a ser definitiva. En 1490 los venecianos construyeron una torre y un pequeño fuerte, últimas construcciones de cierta relevancia en Butrinto, para proteger uno de los flancos del estrecho de Corfú y permitir la navegación de sus barcos. Sin embargo, al margen de aquel fuerte, la zona de Butrinto había quedado prácticamente deshabitada. El carácter pantanoso de la zona y la malaria mantuvieron alejada a la población de la zona en los siglos posteriores.
Los venecianos mantuvieron el control del Castillo de Butrinto de forma intermitente hasta 1797, ya que durante ciertos períodos este estuvo en poder del Imperio otomano, que desde hace siglos controlaba la región circundante del Epiro.
En 1797 Butrinto pasó a control de Francia, cuando Venecia la cedió a Napoleón Bonaparte como parte del Tratado de Campo Formio. En 1799, el gobernador otomano local, Ali Pasha Tepelena lo conquistó de nuevo y construyó una pequeña fortificación de la que se conservan algunas ruinas. En 1912 Butrinto pasó a formar parte de Albania tras independizarse este país del Imperio Otomano.
En 1928 el arqueólogo italiano Luigi Maria Ugolini redescubrió las ruinas de Butrinto. En 1959, con motivo de una visita del premier soviético Nikita Jrushchov a Albania, el gobierno albanés construyó una carretera para acceder al sitio arqueológico de Butrinto. Se cuenta que Jrushchov sugirió a Hoxha que debería convertir la zona en una base submarina.
En 1992 la Unesco declaró a las Ruinas de la ciudad y su área circundante Patrimonio de la Humanidad.

## Historia de la investigación arqueológica
Las primeras excavaciones arqueológicas modernas comenzaron en 1928 cuando el gobierno italiano de Benito Mussolini envió una expedición arqueológica a Butrinto. El ánimo de la expedición era más de carácter geopolítico que científico, pretendiendo extender la hegemonía italiana por la zona. El líder de la expedición era el arqueólogo italiano Luigi Maria Ugolini. Ugolini murió en 1936, pero las excavaciones continuaron hasta 1943 cuando fueron detenidas por la Segunda Guerra Mundial. Los italianos desenterraron la parte romana y helenística de la ciudad incluyendo la Puerta del León y la Puerta Escea (llamada así por Ugolini en honor de la famosa puerta de Troya que supuestamente habrían conocido Eneas y Héleno).
Después de la toma del poder en 1944 por parte de los comunistas de Enver Hoxha en Albania, las misiones arqueológicas extranjeras fueron prohibidas, continuando la labor arqueólogos albaneses como Hasan Ceka.
El Instituto Albanés de Arqueología comenzó excavaciones a mayor escala en los años 1970.
Después del colapso del régimen comunista albanés en 1992, el nuevo gobierno democrático realizó varios planes de desarrollo en el lugar. Aquel mismo año, Butrinto fue incluido en la lista de Patrimonio de la Humanidad de la Unesco. La gran crisis económica y política que sacudió Albania en 1997 paralizó los planes de construcción de un aeropuerto en la zona y la Unesco reclasificó el lugar como Sitio en Peligro debido a su abandono y la falta de protección, gestión y conservación del lugar.
El Gobierno albanés estableció en 2000 el parque nacional de Butrinto. Con apoyo de instituciones albanesas e internacionales la situación del sitio arqueológico mejoró hasta el punto que la Unesco eliminó Butrinto de la lista de Lugares en Peligro en 2005. El territorio del parque había sido añadido al Patrimonio de la Humanidad como una extensión del sitio original en 1999.

## Restos arqueológicos

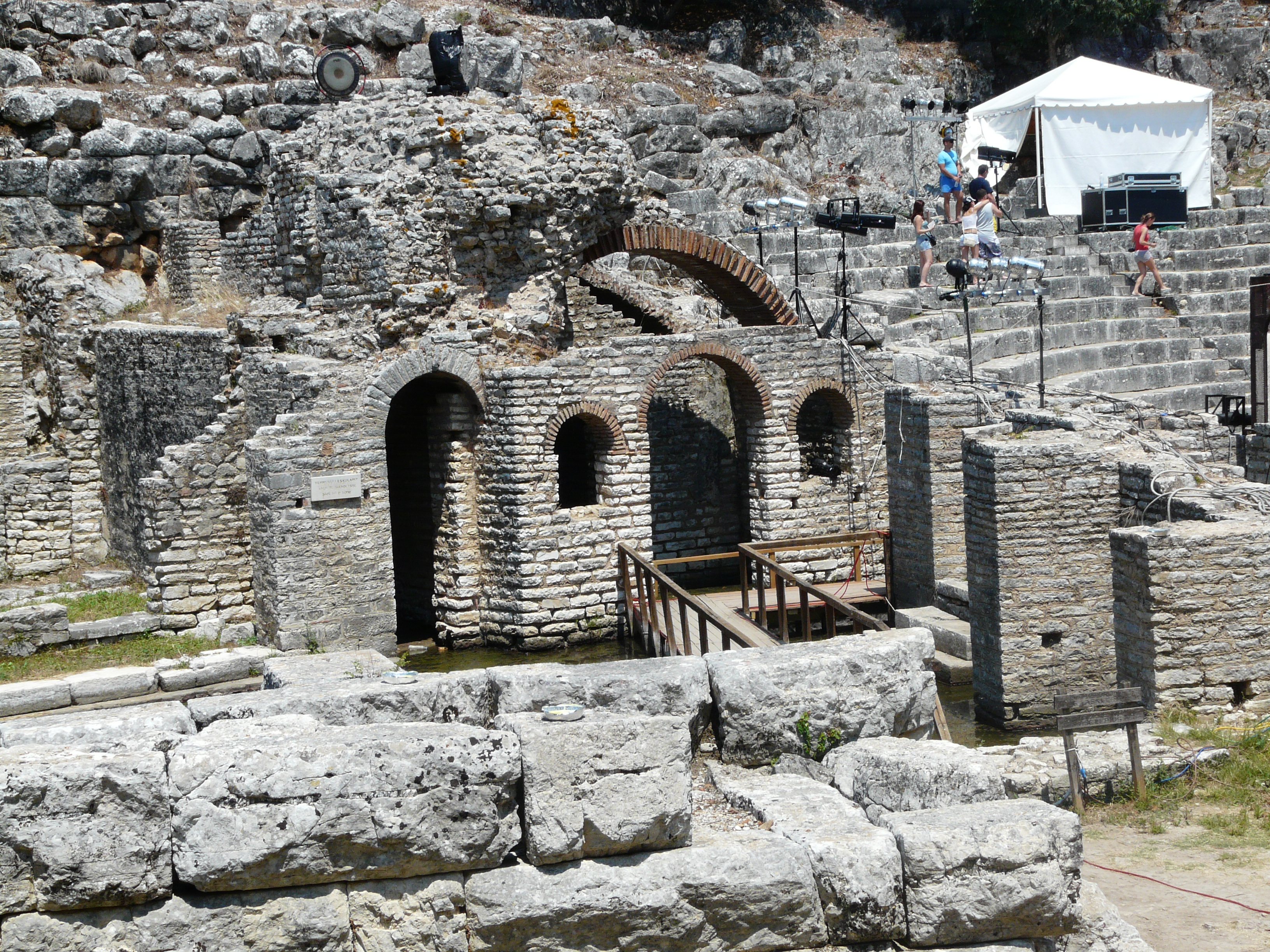
Restos del templo de Asclepio.

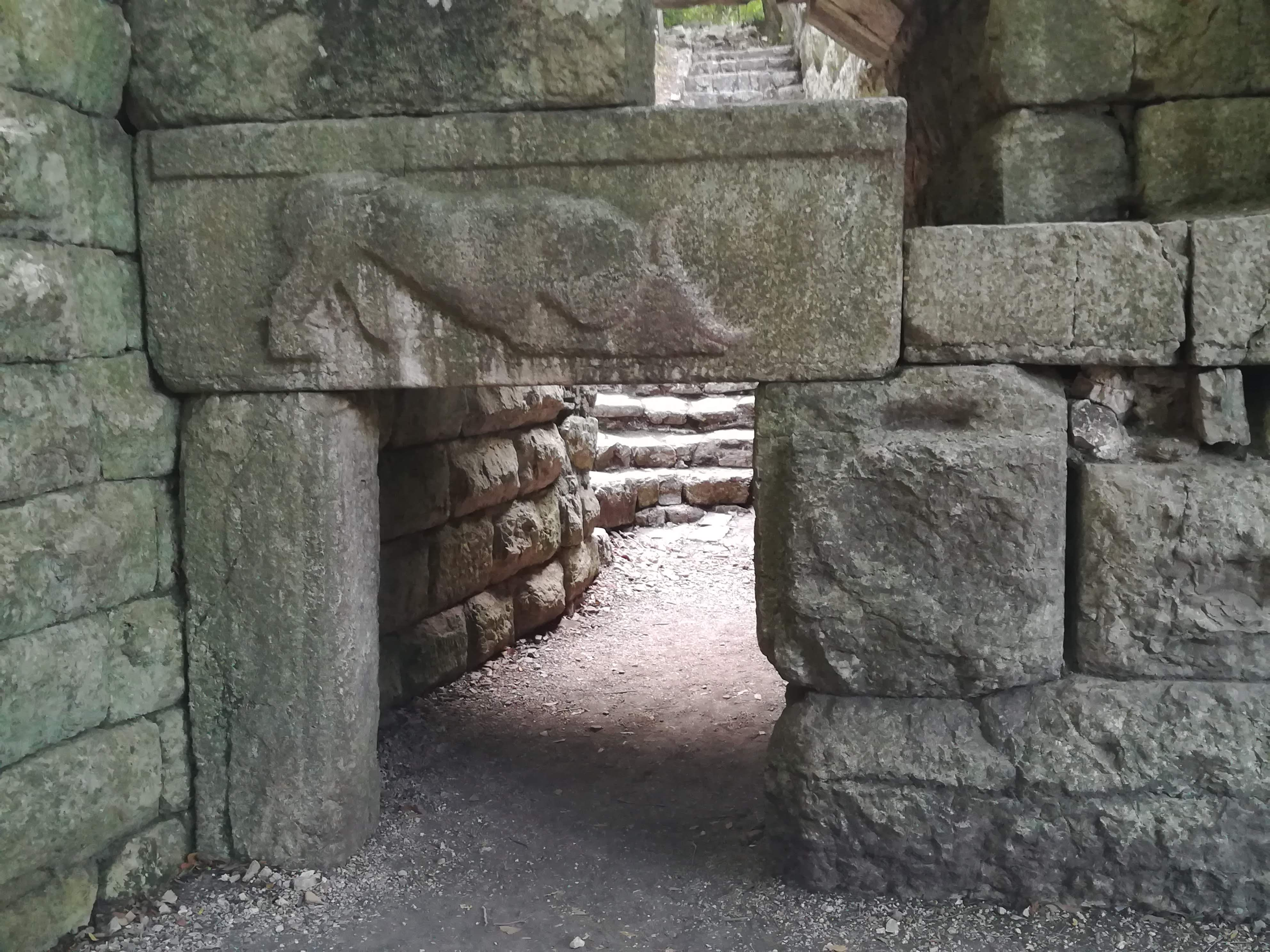
Puerta del León

Entre los restos desenterrados de Butrinto destacan la acrópolis, el teatro griego, el baptisterio y una basílica paleocristiana, ubicadas de forma dispersa en el recinto arqueológico.
Los restos más antiguos del emplazamiento son los muros de piedra ciclópeos, que protegían la ciudad. El amurallado data de la época prehelenística, aproximadamente del siglo VIII a. C.
A partir del siglo IV a. C., en el periodo helenístico, Butrinto adquirió mayor importancia comercial como colonia. De esta época destacan algunos de los mejores restos de la ciudad, como el Teatro griego y la Acrópolis, en el que se erigió un templo dedicado a Asclepio, dios griego de la medicina. También llama la atención del visitante la Puerta del León del mismo siglo IV a. C., que era una de las seis entradas a la ciudad. Se trataba de una entrada escondida que no se podía ver desde el mar. La puerta muestra un león devorando a un toro. El león debía simbolizar a los habitantes de la ciudad y el toro posiblemente a las tribus ilirias, enemigas de la ciudad. La puerta da acceso a la ciudad a través de un estrecho paso por las murallas.
Tras la conquista de la ciudad por los romanos en el siglo II a. C., Butrinto experimentó un proceso cultural de romanización, que incluyó la construcción de un puerto propio para la ciudad. De este periodo destaca un pequeño baño romano y un palacio ubicado al lado del antiguo puerto.
El sitio arqueológico destaca, sobre todo, por los restos de un baptisterio paleocristiano, del siglo V d. C., cuando el cristianismo llegó a la ciudad. El baptisterio, construido sobre un antiguo baño romano, está dispuesto de forma circular. En el centro de la antigua sala se ubica la pila bautismal, que viene circulada por una columnata concéntrica que soportaba la cubierta del recinto. El suelo del alrededor de la pila fue decorado por un estupendo mosaico de símbolos y representaciones animales, que aún se conservan de forma parcial. El baptisterio es una de las mejores y más bellas muestras del arte paleocristiano conservadas en Europa.
Del periodo del emperador Justiniano I se conserva una basílica bizantina, datada de la segunda mitad del siglo VI d. C.
Asimismo, sobre una colina que domina la ciudad permanece un castillo que construyeron los venecianos en la Edad Media, y en el que actualmente se ubica un museo dedicado al sitio arqueológico de Butrinto.

## Parque nacional de Butrinto
El parque nacional de Butrinto fue creado en marzo de 2000. Protege 29 kilómetros cuadrados de territorio de gran valor histórico, arqueológico y ecológico en el entorno del sitio arqueológico de Butrinto.
Además del sitio arqueológico de Butrinto que está situado en el perímetro del parque nacional, el lugar está rodeado por una zona boscosa con un complejo ecosistema que depende del agua del vecino Lago Butrinto y del Canal Vivari, que drena el lago y lo pone en comunicación con el Mar Jónico.